# Dromornítids
Els dromornítids (Dromornithidae), coneguts com a mihirungs i informalment com a ocells del tron o ànecs dimonis, va ser una família d'aus no voladores gegantes prehistòriques que visqueren a Austràlia des del període Oligocè, però es van extingir (juntament amb la resta de la megafauna australiana) durant el Plistocè.

## Fil·logènia
Pertanyien a l'ordre dels anseriformes, sent per tant parents distants dels ànecs i oques actuals. Un animal d'aquesta família, Dromornis stirtoni va ser possiblement l'au més grossa que mai ha viscut. Durant molt de temps es van classificar en Estrucioniformes, però ara se solen classificar com a Gal·loanseris.

## Descripció
L'alimentació d'aquestes aus és un misteri. Mentre algunes, com Genyornis, aparentam haver tingut una alimentació essencialment herbívora, unes altres com el ja esmentat Dromornis stirtoni, poden haver estat voraces carnívores. I hi ha encara unes altres que poden haver estat omnívores o carnívores.